# CONCACAF-kampioenschap voetbal onder 21 - 2007
Het CONCACAF-kampioenschap voetbal onder 21 van 2007 (of kwalificatietoernooi CONCACAF voor het Wereldkampioenschap voetbal 2007 was de 21e editie van het CONCACAF-kampioenschap voetbal onder 21, een CONCACAF-toernooi voor nationale ploegen van spelers onder de 20 jaar.
De acht deelnemende landen werden verdeeld over 2 poules, iedere poule in een ander land afgewerkt. Poule A in Panama en poule B in Mexico. De winnaar en nummers 2 van iedere poule kwalificeerden zich voor het wereldkampioenschap voetbal onder 20 van 2007. Dat zijn de Verenigde Staten, Panama, Mexico en Costa Rica. Canada was gastland voor dat WK en kwalificeerde zich daarmee automatisch. Voorafgaand aan dit toernooi vonden twee andere kwalificatietoernooien plaats, een voor landen in de Caribbean en een voor Centraal-Amerikaanse landen.

## Kwalificatie
De Noord-Amerikaanse landen hoefden geen kwalificatie te spelen, Mexico en de Verenigde Staten waren automatisch gekwalificeerd voor de finaleronde. De kwalificatie bestond uit een gedeelte voor de Caraïbische landen en een deel voor de Centraal-Amerikaanse landen. Uit beide delen mogen 2 landen zich kwalificeerden voor het finaletoernooi, Het Caraïbische gedeelte werd in 3 rondes afgewerkt. Het Centraal-Amerikaanse gedeelte werd afgewerkt in 1 ronde.

### Caraïbische zone
De eerste ronde, die werd gespeeld tussen 12 juli en 24 augustus 2006 werd gespeeld in 5 poules. Een van de landen was het gastland waar alle wedstrijden werden gespeeld. Ieder land speelt 1 keer tegen elkaar. De 5 winnaars kwalificeerden zich. Trinidad en Tobago, Jamaica en Haïti hoefden in deze ronde nog niet actie te komen, zij stroomden in in de tweede ronde.
| Pos. | Land                        | Ptn. |
| ---- | --------------------------- | ---- |
| 1    | Bermuda                     | 9    |
| 2    | Bahama's                    | 4    |
| 3    | Amerikaanse Maagdeneilanden | 3    |
| 4    | Britse Maagdeneilanden      | 0    |

| Pos. | Land                   | Ptn. |
| ---- | ---------------------- | ---- |
| 1    | Dominicaanse Republiek | 9    |
| 2    | Cuba                   | 6    |
| 3    | Kaaimaneilanden        | 3    |
| 4    | Anguilla               | 0    |

| Pos. | Land                 | Ptn. |
| ---- | -------------------- | ---- |
| 1    | Saint Kitts en Nevis | 9    |
| 2    | Antigua en Barbuda   | 4    |
| 3    | Sint-Maarten         | 2    |
| 4    | Dominica             | 1    |

| Pos. | Land                           | Ptn. |
| ---- | ------------------------------ | ---- |
| 1    | Saint Vincent en de Grenadines | 9    |
| 2    | Grenada                        | 6    |
| 3    | Saint Lucia                    | 1    |
| 4    | Barbados                       | 1    |

| Pos. | Land                 | Ptn. |
| ---- | -------------------- | ---- |
| 1    | Nederlandse Antillen | 6    |
| 2    | Suriname             | 6    |
| 3    | Guyana               | 4    |
| 4    | Aruba                | 1    |

| Pos. | Land                           | GW | W | G | V | DV | DT | +/− | Ptn. |
| ---- | ------------------------------ | -- | - | - | - | -- | -- | --- | ---- |
| 1    | Saint Kitts en Nevis           | 3  | 2 | 0 | 1 | 3  | 2  | +1  | 6    |
| 2    | Trinidad en Tobago             | 3  | 1 | 1 | 1 | 4  | 2  | +2  | 4    |
| 3    | Dominicaanse Republiek         | 3  | 1 | 1 | 1 | 5  | 4  | +1  | 4    |
| 4    | Saint Vincent en de Grenadines | 3  | 1 | 0 | 2 | 2  | 6  | –4  | 3    |

| Pos. | Land                 | GW | W | G | V | DV | DT | +/− | Ptn. |
| ---- | -------------------- | -- | - | - | - | -- | -- | --- | ---- |
| 1    | Haïti                | 3  | 2 | 1 | 0 | 16 | 1  | +15 | 7    |
| 2    | Jamaica              | 3  | 2 | 1 | 1 | 5  | 1  | +4  | 7    |
| 3    | Nederlandse Antillen | 3  | 1 | 0 | 2 | 5  | 8  | –3  | 3    |
| 4    | Bermuda              | 3  | 0 | 0 | 3 | 3  | 19 | –16 | 0    |

Play-off
Nummers 2 uit iedere poule.
| Team 1             | Totaal | Team 2  | 1e wedstrijd | 2e wedstrijd |
| ------------------ | ------ | ------- | ------------ | ------------ |
| Trinidad en Tobago | 1–2    | Jamaica | 0–2          | 1–0          |

### Centraal-Amerikaanse zone
| Pos. | Land        | GW | W | G | V | DV | DT | +/− | Ptn. |
| ---- | ----------- | -- | - | - | - | -- | -- | --- | ---- |
| 1    | Guatemala   | 2  | 2 | 0 | 0 | 11 | 1  | +10 | 6    |
| 2    | El Salvador | 2  | 1 | 0 | 1 | 6  | 7  | –1  | 3    |
| 3    | Belize      | 2  | 0 | 0 | 2 | 1  | 10 | –9  | 0    |

| Pos. | Land       | GW | W | G | V | DV | DT | +/− | Ptn. |
| ---- | ---------- | -- | - | - | - | -- | -- | --- | ---- |
| 1    | Costa Rica | 2  | 1 | 1 | 0 | 9  | 3  | +6  | 4    |
| 2    | Honduras   | 2  | 1 | 1 | 0 | 6  | 5  | +1  | 4    |
| 3    | Nicaragua  | 2  | 0 | 0 | 2 | 4  | 11 | –7  | 0    |

## Groep A
Legenda
| Pos. | Land             | GW | W | G | V | DV | DT | +/− | Ptn. |
| ---- | ---------------- | -- | - | - | - | -- | -- | --- | ---- |
| 1    | Verenigde Staten | 3  | 2 | 1 | 0 | 9  | 1  | +8  | 7    |
| 2    | Panama           | 3  | 1 | 1 | 1 | 4  | 8  | –4  | 4    |
| 3    | Haïti            | 3  | 1 | 0 | 2 | 5  | 7  | –2  | 3    |
| 4    | Guatemala        | 3  | 0 | 2 | 1 | 1  | 3  | –2  | 2    |

|                 |                   |       |                               |                                                                                           |
| 17 januari 2007 | Haïti             | 1 – 4 | Verenigde Staten              | Estadio Rommel Fernández, Panama-Stad Toeschouwers: 6.000 Scheidsrechter: Lee Davis (TRI) |
| 17 januari 2007 | Yveson 73' (pen.) |       | Akpan 25' 38' 61' Wallace 48' | Estadio Rommel Fernández, Panama-Stad Toeschouwers: 6.000 Scheidsrechter: Lee Davis (TRI) |

|                 |              |       |                  |                                                                                               |
| 17 januari 2007 | Panama       | 1 – 1 | Guatemala        | Estadio Rommel Fernández, Panama-Stad Toeschouwers: 7.545 Scheidsrechter: Manuel Glower (MEX) |
| 17 januari 2007 | Barahona 65' |       | Ovalle 2' (e.d.) | Estadio Rommel Fernández, Panama-Stad Toeschouwers: 7.545 Scheidsrechter: Manuel Glower (MEX) |

|                 |                  |       |           |                                                                                             |
| 19 januari 2007 | Verenigde Staten | 0 – 0 | Guatemala | Estadio Rommel Fernández, Panama-Stad Toeschouwers: 3.000 Scheidsrechter: José Pineda (HON) |
| 19 januari 2007 |                  |       |           | Estadio Rommel Fernández, Panama-Stad Toeschouwers: 3.000 Scheidsrechter: José Pineda (HON) |

|                 |                                            |       |                          |                                                                                              |
| 19 januari 2007 | Panama                                     | 3 – 2 | Haïti                    | Estadio Rommel Fernández, Panama-Stad Toeschouwers: 9.632 Scheidsrechter: Joel Aguilar (SLV) |
| 19 januari 2007 | Wallace 22' Saintilus 72' (e.d.) Brown 83' |       | Saintilus 60' Yveson 77' | Estadio Rommel Fernández, Panama-Stad Toeschouwers: 9.632 Scheidsrechter: Joel Aguilar (SLV) |

|                 |           |                  |       |                                                                                              |
| 21 januari 2007 | Guatemala | 0 – 2            | Haïti | Estadio Rommel Fernández, Panama-Stad Toeschouwers: 3.000 Scheidsrechter: Roy McArthur (GUY) |
| 21 januari 2007 |           | Augustin 52' 83' |       | Estadio Rommel Fernández, Panama-Stad Toeschouwers: 3.000 Scheidsrechter: Roy McArthur (GUY) |

|                 |        |                                                |                  |                                                                                               |
| 21 januari 2007 | Panama | 0 – 5                                          | Verenigde Staten | Estadio Rommel Fernández, Panama-Stad Toeschouwers: 17.180 Scheidsrechter: Joel Aguilar (SLV) |
| 21 januari 2007 |        | Adu 7' 90' Rogers 49' Smith 60' Villanueva 70' |                  | Estadio Rommel Fernández, Panama-Stad Toeschouwers: 17.180 Scheidsrechter: Joel Aguilar (SLV) |

## Groep B
| Pos. | Land                 | GW | W | G | V | DV | DT | +/− | Ptn. |
| ---- | -------------------- | -- | - | - | - | -- | -- | --- | ---- |
| 1    | Mexico               | 3  | 2 | 1 | 0 | 5  | 1  | +4  | 7    |
| 2    | Costa Rica           | 3  | 2 | 1 | 0 | 6  | 3  | +3  | 7    |
| 3    | Saint Kitts en Nevis | 3  | 0 | 1 | 2 | 3  | 6  | –3  | 1    |
| 4    | Jamaica              | 3  | 0 | 1 | 2 | 1  | 5  | –4  | 1    |

|                  |         |                                 |            |                                                                                         |
| 21 februari 2007 | Jamaica | 0 – 2                           | Costa Rica | Estadio Banorte, Culiacán, Sinaloa Toeschouwers: 250 Scheidsrechter: Terry Vaughn (USA) |
| 21 februari 2007 |         | Borges 3' (pen.) Solórzano 90+' |            | Estadio Banorte, Culiacán, Sinaloa Toeschouwers: 250 Scheidsrechter: Terry Vaughn (USA) |

|                  |                             |       |                      |                                                                                              |
| 21 februari 2007 | Mexico                      | 2 – 0 | Saint Kitts en Nevis | Estadio Banorte, Culiacán, Sinaloa Toeschouwers: 12.833 Scheidsrechter: Steven Depiero (CAN) |
| 21 februari 2007 | Villaluz 28' dos Santos 86' |       |                      | Estadio Banorte, Culiacán, Sinaloa Toeschouwers: 12.833 Scheidsrechter: Steven Depiero (CAN) |

|                  |                                      |       |                        |                                                                                        |
| 23 februari 2007 | Costa Rica                           | 3 – 2 | Saint Kitts en Nevis   | Estadio Banorte, Culiacán, Sinaloa Toeschouwers: 250 Scheidsrechter: Elmar Rodas (GUA) |
| 23 februari 2007 | Cordero 5' Solórzano 43' Herrera 55' |       | Berkeley 2' Hanley 14' | Estadio Banorte, Culiacán, Sinaloa Toeschouwers: 250 Scheidsrechter: Elmar Rodas (GUA) |

|                  |                             |       |         |                                                                                              |
| 23 februari 2007 | Mexico                      | 2 – 0 | Jamaica | Estadio Banorte, Culiacán, Sinaloa Toeschouwers: 17.425 Scheidsrechter: Roberto Moreno (PAN) |
| 23 februari 2007 | Villaluz 31' dos Santos 56' |       |         | Estadio Banorte, Culiacán, Sinaloa Toeschouwers: 17.425 Scheidsrechter: Roberto Moreno (PAN) |

|                  |                      |       |           |                                                                                           |
| 25 februari 2007 | Saint Kitts en Nevis | 1 – 1 | Jamaica   | Estadio Banorte, Culiacán, Sinaloa Toeschouwers: 405 Scheidsrechter: Steven Depiero (CAN) |
| 25 februari 2007 | Berkeley 77'         |       | Grant 36' | Estadio Banorte, Culiacán, Sinaloa Toeschouwers: 405 Scheidsrechter: Steven Depiero (CAN) |

|                  |             |       |              |                                                                                           |
| 25 februari 2007 | Mexico      | 1 – 1 | Costa Rica   | Estadio Banorte, Culiacán, Sinaloa Toeschouwers: 19.051 Scheidsrechter: Neal Brizan (TRI) |
| 25 februari 2007 | Esqueda 70' |       | Solórzano 6' | Estadio Banorte, Culiacán, Sinaloa Toeschouwers: 19.051 Scheidsrechter: Neal Brizan (TRI) |

1962 · 1964 · 1970 · 1973 · 1974 · 1976 · 1978 · 1980 · 1982 · 1984 · 1986 · 1988 · 1990 · 1992 · 1994 · 1996 · 1998 · 2001 · 2003 · 2005 · 2007 · 2009 · 2011 · 2013 · 2015 · 2017 · 2018 · 2022

Jeugdtoernooi CONCACAF mannen: onder 17 · onder 15

Jeugdtoernooi CONCACAF vrouwen: onder 20 · onder 17 · onder 15